# Strzelectwo na Letnich Igrzyskach Olimpijskich 2024 – skeet (kobiety)
Konkurs strzelecki kobiet w skeecie podczas XXXIII Letnich Igrzysk Olimpijskich w Paryżu odbył się w dniach 3-4 sierpnia 2024. Do rywalizacji przystąpiło 29 sportowców z 23 krajów. Arena zawodów było Narodowe Centrum Strzelectwa Sportowego w Châteauroux. Mistrzynią olimpijską została Chilijka Francisca Crovetto, wicemistrzynią Brytyjka Amber Rutter, a brąz zdobyła Amerykanka Austen Smith.
Był to VII olimpijski konkurs w skeecie kobiet.

## Terminarz
godziny zostały podane w czasie CEST
| Data            | Godzina | Runda        |
| --------------- | ------- | ------------ |
| 3 sierpnia 2024 | 9:00    | Kwalifikacje |
| 4 sierpnia 2024 | 9:30    | Kwalifikacje |
| 4 sierpnia 2024 | 15:30   | Finał        |

## System rozgrywek
W kwalifikacjach każdy z zawodników brał udział w pięciu seriach po 25 rzutków. Za trafienie każdej z rzutek zawodnik otrzymywał 1 punkt (łącznie do zdobycia było 125 punktów). W przypadku remisu na miejscach dających awans do finału, rozgrywana była dogrywka. Do finału awansowało 6 zawodników z najwyższą ilością trafień.
W finale rozegrano pięć serii, z których w I strzelano do 20 rzutków, a w kolejnych do 10 rzutków. Po każdej serii zawodnik z najniższą ilością trafień odpadał z dalszej rywalizacji. Jeżeli na dwóch ostatnich miejscach był remis, rozgrywano dodatkową serię, w której udział brali wszyscy pozostający w grze zawodnicy.

## Wyniki

### Kwalifikacje
| Pozycja | Zawodnik              | Kraj              | Serie | Serie | Serie | Serie | Serie | Wynik | Dogrywka | Uwagi |
| Pozycja | Zawodnik              | Kraj              | 1     | 2     | 3     | 4     | 5     | Wynik | Dogrywka | Uwagi |
| ------- | --------------------- | ----------------- | ----- | ----- | ----- | ----- | ----- | ----- | -------- | ----- |
| 1       | Austen Smith          | Stany Zjednoczone | 25    | 23    | 25    | 25    | 24    | 122   | +14      | Q     |
| 2       | Amber Rutter          | Wielka Brytania   | 25    | 25    | 24    | 24    | 24    | 122   | +13      | Q     |
| 3       | Emmanouela Katzouraki | Grecja            | 24    | 24    | 24    | 25    | 25    | 122   | +1       | Q     |
| 4       | Vanesa Hocková        | Słowacja          | 24    | 24    | 23    | 25    | 25    | 121   |          | Q     |
| 5       | Francisca Crovetto    | Chile             | 25    | 24    | 23    | 24    | 24    | 120   | +8       | Q     |
| 6       | Danka Barteková       | Słowacja          | 24    | 24    | 24    | 24    | 24    | 120   | +7 + 2   | Q     |
| 7       | Gabriela Rodriguez    | Meksyk            | 24    | 25    | 24    | 24    | 23    | 120   | +7 + 0   |       |
| 8       | Nele Wißmer           | Niemcy            | 25    | 24    | 25    | 23    | 23    | 120   | +5       |       |
| 9       | Lucie Anastassiou     | Francja           | 24    | 24    | 22    | 25    | 24    | 119   |          |       |
| 10      | Jiang Yiting          | Chiny             | 24    | 24    | 23    | 24    | 24    | 119   |          |       |
| 11      | Victoria Larsson      | Szwecja           | 20    | 24    | 25    | 24    | 25    | 118   |          |       |
| 12      | Dania Vizzi           | Stany Zjednoczone | 20    | 24    | 25    | 24    | 25    | 118   |          |       |
| 13      | Wei Meng              | Chiny             | 25    | 25    | 20    | 24    | 24    | 118   |          |       |
| 14      | Maheshwari Chauhan    | Indie             | 23    | 24    | 24    | 25    | 22    | 118   |          |       |
| 15      | Diana Bacosi          | Włochy            | 22    | 24    | 22    | 25    | 24    | 117   |          |       |
| 16      | Martina Bartolomei    | Włochy            | 22    | 25    | 22    | 25    | 23    | 117   |          |       |
| 17      | Nadine Messerschmidt  | Niemcy            | 23    | 24    | 22    | 25    | 23    | 117   |          |       |
| 18      | Assem Orynbay         | Kazachstan        | 22    | 22    | 23    | 24    | 25    | 116   |          |       |
| 19      | Daniella Borda        | Peru              | 23    | 23    | 23    | 24    | 23    | 116   |          |       |
| 20      | Konstantina Nikolaou  | Cypr              | 23    | 24    | 24    | 22    | 23    | 116   |          |       |
| 21      | Jang Kook-hee         | Korea Południowa  | 24    | 24    | 23    | 22    | 22    | 115   |          |       |
| 22      | Barbora Šumová        | Czechy            | 23    | 24    | 23    | 22    | 22    | 114   |          |       |
| 23      | Raiza Dhillon         | Indie             | 21    | 22    | 23    | 23    | 24    | 113   |          |       |
| 24      | Iryna Malovichko      | Ukraina           | 23    | 23    | 22    | 22    | 23    | 113   |          |       |
| 25      | Aislin Jones          | Australia         | 23    | 21    | 23    | 23    | 22    | 112   |          |       |
| 26      | Georgia Furquim       | Brazylia          | 21    | 23    | 21    | 22    | 24    | 111   |          |       |
| 27      | Sena Can              | Turcja            | 19    | 23    | 23    | 22    | 23    | 110   |          |       |
| 28      | Chloe Tipple          | Nowa Zelandia     | 23    | 22    | 20    | 20    | 23    | 108   |          |       |
| 29      | Amira Aboushokka      | Egipt             | 20    | 21    | 21    | 22    | 23    | 107   |          |       |

### Finał
| Pozycja | Zawodnik              | Kraj              | Serie | Serie | Serie | Serie | Serie | Serie | Uwagi       |
| Pozycja | Zawodnik              | Kraj              | 1     | 2     | 3     | 4     | 5     | 6     | Uwagi       |
| ------- | --------------------- | ----------------- | ----- | ----- | ----- | ----- | ----- | ----- | ----------- |
| złoto   | Francisca Crovetto    | Chile             | 9     | 19    | 29    | 38    | 48    | 55    | Dogrywka +7 |
| srebro  | Amber Rutter          | Wielka Brytania   | 10    | 19    | 28    | 37    | 46    | 55    | Dogrywka +6 |
| brąz    | Austen Smith          | Stany Zjednoczone | 9     | 18    | 27    | 36    | 45    |       |             |
| 4       | Vanesa Hocková        | Słowacja          | 10    | 17    | 26    | 34    |       |       |             |
| 5       | Emmanouela Katzouraki | Grecja            | 7     | 17    | 23    |       |       |       |             |
| 6       | Danka Barteková       | Słowacja          | 9     | 17    |       |       |       |       |             |